# مارك مورلي
مارك مورلي (بالإنجليزية: Marc Morley)‏ هو لاعب اللاكروس أمريكي، ولد في 1 نوفمبر 1979 في قرية كانتون في الولايات المتحدة.